# Cantonul Seichamps
Cantonul Seichamps este un canton din arondismentul Nancy, departamentul Meurthe-et-Moselle, regiunea Lorena, Franța.

## Comune
| Comune              | Populație (1999) | Cod poștal | Cod INSEE |
| ------------------- | ---------------- | ---------- | --------- |
| Champenoux          | 1 222            | 54280      | 54113     |
| Laneuvelotte        | 403              | 54280      | 54296     |
| Mazerulles          | 260              | 54280      | 54358     |
| Moncel-sur-Seille   | 509              | 54280      | 54374     |
| Pulnoy              | 4 751            | 54425      | 54439     |
| Saulxures-lès-Nancy | 4 042            | 54420      | 54495     |
| Seichamps           | 5 475            | 54280      | 54498     |
| Sornéville          | 253              | 54280      | 54510     |
| Velaine-sous-Amance | 280              | 54280      | 54558     |